# Die Falle (Bykau)

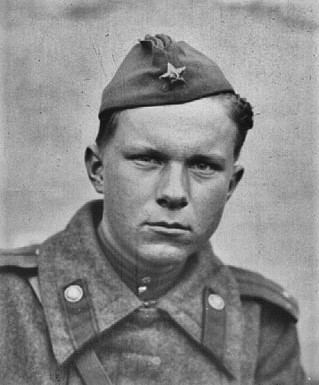
Wassil Bykau im Jahr 1944

Die Falle (belarussisch Пастка Pastka, russisch Западня Sapadnja) ist eine Novelle des belarussischen Schriftstellers Wassil Bykau aus dem Jahr 1964. Der von Michail Wassiljewitsch Gorbatschow im selben Jahr ins Russische übersetzte Text wurde 1964 im Heft 19 der zweimal im Monat erscheinenden Roman-Zeitung abgedruckt.
Deutsch-Sowjetischer Krieg: Als einziger Russe tappt der neue Chef der MPi-Schützenkompanie Hauptmann Arlawez nicht in die vom Gegner gestellte Falle.

## Inhalt
Der erste Sturmangriff der Russen auf die befestigte Stellung der Deutschen ist gescheitert. Zugführer Leutnant Klimtschanka lässt dem Zorn auf seinen direkten Vorgesetzten Hauptmann Arlawez freien Lauf. Unerhört. Wie können seine Soldaten als Memmen beschimpft werden! Mit dem nächsten Angriff soll der Gegner überrascht werden. Leutnant Klimtschanka will es dem Hauptmann zeigen. Bevor die 22 Schützen seines Zuges den ersten gegnerischen Unterstand erreicht haben, dürfen sie sich keinesfalls hinwerfen. Leutnant Klimtschanka treibt seine Untergebenen nicht an. Als erfahrener Zugführer weiß er – mitreißen kann er die Kämpfer nur durch sein Beispiel. Also stürmt er voran und wird während des zweiten Angriffs im gegnerischen Graben verwundet und als einziger aus der Schützenkompanie gefangen genommen.
Entgegen seiner Vermutung hat sein letztes Stündlein noch nicht geschlagen. Im feindlichen Hinterland wird er von dem Offizier Boris Schwarz-Tscharnou, einem russischen Überläufer, verhört. Als Leutnant Klimtschanka die Forderung, seine Leute über Lautsprecher zum Überlaufen zu überreden, brüsk ablehnt, wird er von Schwarz-Tscharnou mit gezielten Boxhieben malträtiert. Leutnant Klimtschanka bleibt fest – auch als er vom vordersten gegnerischen Graben aus, dürftig bekleidet, in Richtung seiner Kompanie losgeschickt wird. Die Deutschen erschießen Leutnant Klimtschanka nicht. Die russischen Soldaten empfangen ihn allerdings mit den Rufen: „Verräter! Überläufer!“ und Stabsoffizier Petuchou will den Ankömmling ohne Knöpfe an der Bekleidung sowie der mit einem Wehrmachts-Koppel gegürteten Hose vors Kriegsgericht bringen. In dieser brenzligen Situation setzt sich Hauptmann Arlawez durch. Er befiehlt seiner Kompanie den dritten Angriff und kommandiert den zerknirschten Leutnant Klimtschanka zu seinem Zug. Leutnant Klimtschanka übernimmt das Kommando. Einer gibt ihm seine Steppjacke und ein anderer reicht ihm seine MPi.

## Verfilmung
- 1966 Sowjetunion, Belarusfilm Die Falle, Kurzfilm von Leonid Wladimirowitsch Martynjuk mit Juri Alexandrowitsch Kusmenkow als Leutnant Klimtschanka und Igor Nikititsch Komarow als sein Widerpart Schwarz-Tscharnou.

## Deutschsprachige Ausgaben
- Die Falle. Aus dem Russischen von Ruth Henkel. S. 191–239 in Wassil Bykau: Novellen. Band 1. Verlag Volk und Welt. Berlin 1976 (1. Aufl., verwendete Ausgabe)